# Enganyapastors de Natal
L'enganyapastors de Natal (Caprimulgus natalensis) és una espècie d'ocell de la família dels caprimúlgids (Caprimulgidae) que habita zones humides, aiguamolls i asabanes amb palmeres al Senegal, Gàmbia, Mali, Guinea, Sierra Leone, Libèria, Costa d'Ivori, Ghana, Togo, Benín, Nigèria, sud de Camerun, República Centreafricana, regió del Llac Txad, est de Sudan del Sud, República Democràtica del Congo, Uganda, oest de Kenya, centre de Tanzània i, més cap al sud, al nord i l'est d'Angola, extrem nord-est de Namíbia, extrem nord de Botswana, oest i nord de Zàmbia, Zimbabwe, extrem sud de Moçambic i l'est de Sud-àfrica al nord del Natal.